# Zabit Magomedsharipov
Zabit Akhmedovich Magomedsharipov (en ruso: Забит Ахмедович Магомедшарипов, Jasaviurt, 1 de marzo de 1991) es un artista marcial mixto ruso retirado. Fue campeón peso pluma de Absolute Championship Akhmat.

## Primeros años
Magomedsharipov nació en Jasaviurt, Unión Soviética, el 1 de marzo de 1991. Empezó a practicar lucha libre olímpica a los 10 años y después Sanda. En 2003 se unió al internado de Wushu «Pyat Storon Sveta», una de las instituciones académicas de la nación, donde vivió durante 10 a 12 años para recibir educación y practicar artes marciales tres veces por día bajo el mando de Gusein Magomaev. En 2012 hizo su debut profesional en las artes marciales mixtas.

## Carrera en artes marciales mixtas

### Absolute Championship Berkut
Magomedsharipov cosechó un récord de 6–0 en ACB y fue una vez campeón de peso pluma de ACB.

### Ultimate Fighting Championship

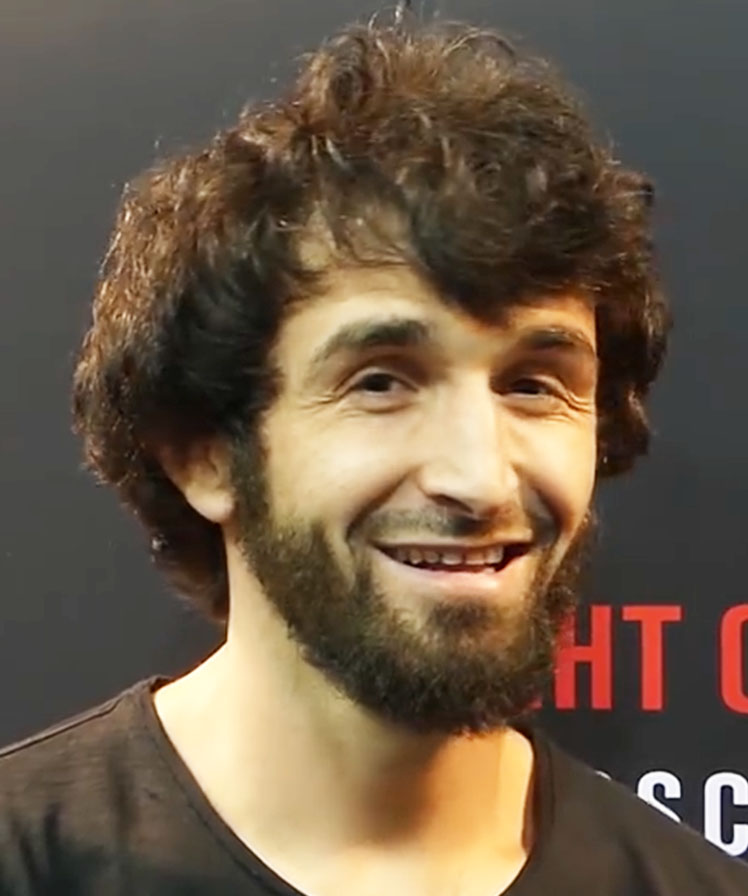
Zabit Magomedsharipov en UFC Fight Night 136 el 15 de septiembre de 2018

Magomedsharipov firmó un contrato de cuatro peleas con UFC en mayo de 2017.
Se esperaba que hiciera su debut frente a Nick Hein el 2 de septiembre de 2017 en UFC Fight Night: Volkov vs. Struve. Sin embargo, Hein fue sacado de la pelea el 21 de agosto y reemplazado por Mike Santiago. Magomedsharipov ganó el combate vía sumisión (rear-naked choke) en la segunda ronda y fue premiado con la distinción de Actuación de la Noche.
Magomedsharipov se enfrentó al recién llegado Sheymon Moraes el 25 de noviembre de 2017 en UFC Fight Night: Bisping vs. Gastelum. Ganó la pelea por sumisión en la tercera ronda. La victoria le consiguió su segunda distinción de Actuación de la Noche.
Luego enfrentó a Kyle Bochniak el 7 de abril de 2018 en UFC 223. Ganó vía decisión unánime. Ganando su primer bono por Pelea de la Noche. Después de la pelea, Magomedsharipov firmó un nuevo contrato multi-peleas con UFC.
Se esperaba que el 8 de septiembre de 2018 se enfrentara a Yair Rodríguez en UFC 228. Sin embargo, Rodríguez abandonó la pelea el 23 de agosto y fue reemplazado por Brandon Davis. Magomedsharipov ganó vía sumisión en la segunda ronda.
Magomedsharipov se enfrentó a Jeremy Stephens el 2 de marzo de 2019 en UFC 235. Ganó la pelea por decisión unánime.
Se esperaba que Magomedsharipov se enfrentara a Calvin Kattar el 18 de octubre de 2019 en UFC on ESPN 6 .  Sin embargo, Magomedsharipov fue retirado de la cartelera debido a una lesión el 13 de septiembre y el emparejamiento fue reprogramado para el mes siguiente en UFC on ESPN+ 21 .  Ganó la pelea por decisión unánime. Esta pelea le valió el premio Pelea de la Noche . 
Magomedsharipov estaba programado para enfrentar a Yair Rodríguez el 29 de agosto de 2020 en UFC Fight Night 175 .  Sin embargo, Rodríguez se retiró con una lesión en el tobillo. 
El 26 de abril de 2021, Magomedsharipov fue eliminado del ranking oficial de UFC debido a inactividad. En el momento de su eliminación ocupaba el puesto número 3.  A principios de junio de 2021, se informó que Magomedsharipov sufría problemas de salud relacionados con su sistema inmunológico, que finalmente requirieron una cirugía que puso en peligro su carrera. 
En septiembre de 2021, Mark Henry anunció que Magomedsharipov regresaría pronto a UFC. 
Magomedsharipov anunció su retiro oficial de las MMA vía Instagram el 16 de junio de 2022.
Actualmente entrena a su hermano menor Khasan.  Según su hermano menor Khasan, Zabit está interesado en competir en competencias de lucha libre y grappling en el futuro. 

## Campeonatos y logros

### Artes marciales mixtas
- Ultimate Fighting Championship
  - Actuación de la Noche (dos veces)
  - Pelea de la Noche (dos veces)

- Absolute Championship Berkut
  - Campeonato Peso Pluma
  - Ganador del gran premio Absolute Championship Berkut

- MMADNA.nl
  - Peleador europeo recién llegado del año (2017)
  - Sumisión del año (2018)

- Ariel Helwani's show
  - Sumisión del año (2018)

### Wushu Sanda
- - Campeón ruso (cuatro veces)
  - Campeón europeo
  - Campeón mundial

## Récord en artes marciales mixtas
| Resultado | Récord | Oponente                  | Método                            | Evento                                      | Fecha                    | Ronda | Tiempo | Localización         | Notas                                                                 |
| --------- | ------ | ------------------------- | --------------------------------- | ------------------------------------------- | ------------------------ | ----- | ------ | -------------------- | --------------------------------------------------------------------- |
| Victoria  | 18–1   | Calvin Kattar             | Decisión (unánime)                | UFC Fight Night: Magomedsharipov vs. Kattar | 9 de noviembre de 2019   | 3     | 5:00   | Moscú                | Pelea de la Noche.                                                    |
| Victoria  | 17–1   | Jeremy Stephens           | Decisión (unánime)                | UFC 235                                     | 2 de marzo de 2019       | 3     | 5:00   | Paradise, Nevada     |                                                                       |
| Victoria  | 16–1   | Brandon Davis             | Sumisión (estiramiento de suloev) | UFC 228                                     | 8 de septiembre de 2018  | 2     | 3:46   | Dallas, Texas        | Sumisión del Año.                                                     |
| Victoria  | 15–1   | Kyle Bochniak             | Decisión (unánime)                | UFC 223                                     | 7 de abril de 2018       | 3     | 5:00   | Brooklyn, Nueva York | Pelea de la Noche.                                                    |
| Victoria  | 14–1   | Sheymon Moraes            | Sumisión (anaconda choke)         | UFC Fight Night: Bisping vs. Gastelum       | 25 de noviembre de 2017  | 3     | 4:30   | Shanghái             | Actuación de la Noche.                                                |
| Victoria  | 13–1   | Mike Santiago             | Sumisión (rear-naked choke)       | UFC Fight Night: Volkov vs. Struve          | 2 de septiembre de 2017  | 2     | 4:22   | Róterdam             | Actuación de la Noche.                                                |
| Victoria  | 12–1   | Valdines Silva            | TKO (golpes)                      | ACB 45                                      | 27 de septiembre de 2016 | 1     | 1:54   | San Petersburgo      | Defendió el Campeonato Peso Pluma de ACB.                             |
| Victoria  | 11–1   | Sheikh-Magomed Arapkhanov | KO (golpe)                        | ACB 31                                      | 9 de marzo de 2016       | 1     | 4:19   | Grozni               | Ganó el vacante Campeonato Peso Pluma de ACB.                         |
| Victoria  | 10–1   | Abdul-Rakhman Temirov     | Sumisión (guillotine choke)       | ACB 24: Grand Prix 2015 Finals Stage 2      | 24 de octubre de 2015    | 1     | 4:16   | Moscú                | Final del gran premio peso pluma de ACB.                              |
| Victoria  | 9–1    | Mukhamed Kokov            | TKO (lesión de brazo)             | ACB 20                                      | 14 de junio de 2015      | 2     | 3:57   | Sochi                |                                                                       |
| Victoria  | 8–1    | Artak Nazaryan            | TKO (retiro)                      | ACB 15: Grand Prix 2015 Stage 2             | 21 de marzo de 2015      | 2     | 4:08   | Nálchik              | Semifinal del gran premio peso pluma de ACB.                          |
| Victoria  | 7–1    | Orudzh Zamanov            | Sumisión (guillotine choke)       | ACB 11                                      | 14 de noviembre de 2014  | 2     | 3:46   | Grozni               | Debut en peso pluma; Cuartos de final del gran premio peso pluma ACB. |
| Victoria  | 6–1    | Sarmat Hodov              | Decisión (unánime)                | OC - Oplot Challenge 88                     | 16 de noviembre de 2013  | 2     | 1:11   | Járkov               |                                                                       |
| Victoria  | 5–1    | Sergei Sokolov            | Sumisión (triangle choke)         | Fight Nights - Krepost Selection 1          | 20 de septiembre de 2013 | 2     | 2:49   | Moscú                |                                                                       |
| Derrota   | 4–1    | Igor Egorov               | Sumisión (armbar)                 | ProFC 47                                    | 14 de abril de 2013      | 3     | 1:27   | Rostov del Don       |                                                                       |
| Victoria  | 4–0    | Iftikhor Arbobov          | TKO (parada médica)               | ProFC 44                                    | 2 de diciembre de 2012   | 2     | 5:00   | Chekhov              |                                                                       |
| Victoria  | 3–0    | Abkerim Yunusov           | Sumisión (rear-naked choke)       | ProFC 42                                    | 13 de octubre de 2012    | 2     | 2:42   | Járkov               |                                                                       |
| Victoria  | 2–0    | Timur Bolatov             | Decisión (unánime)                | LK - Liga Kavkaz 2012                       | 3 de julio de 2012       | 2     | 5:00   | Jasaviurt            |                                                                       |
| Victoria  | 1–0    | Zhumageldy Zhetpisbayev   | TKO (golpes)                      | OGC - Odessa Golden Cup                     | 9 de mayo de 2012        | 3     | 2:45   | Odesa                |                                                                       |